# Frank Depoorter
Frank Depoorter (1973) is een Belgisch journalist en redacteur.

## Levensloop
Depoorter was in zijn jeugd actief als zwemmer bij de Kortrijkse Zwemkring. In 1990 nam hij deel aan de Europese kampioenschappen voor junioren in Duinkerke. Daarna gaf hij de voorkeur aan zijn studies Germaanse filologie. Hij studeerde af als licentiaat. In januari 1996 ging hij aan de slag als sportjournalist bij Het Nieuwsblad.
Toen Stefaan Obreno coach werd van de Nederlandse zwemploeg werd hij in september 1999 de persoonlijke coach van Brigitte Becue. Hij bleef dit tot de Olympische Spelen van Sidney.
In november 2003 werd hij door Paul Daenen naar Het Laatste Nieuws gehaald, alwaar hij aan de slag ging als adjunct-chef van de sportredactie en vervolgens doorgroeide tot sportchef in oktober 2004. In juli 2005 werd hij aangesteld als co-hoofdredacteur van deze krant, in tandem met Paul Daenen.
In maart 2007 werd hij samen met redacteur Maarten Michielssens, Paul Daenen, Christian Van Thillo en De Persgroep naar aanleiding van een reeks artikels over het vermeende dopingverleden van Patrick Lefevere gedagvaard door Lefevere, Yvan Vanmol en Esperanza - de vennootschap achter het wielerteam Quick.Step-Innergetic. De zaak werd gepleit op 1 september 2009 voor eerste aanleg te Brussel, op 15 oktober van dat jaar volgde het vonnis. Michielssens, Daenen en Depoorter werden veroordeeld tot het betalen van een morele schadevergoeding van 500.000 euro aan Lefevere, 100.000 euro aan Vanmol en 1 euro aan elke renner die in januari 2007 voor het wielerteam reed. Christian Van Thillo en De Persgroep gingen vrijuit volgens het principe van getrapte verantwoordelijkheid.
Depoorter had in tussentijd, in september 2008, in onderling overleg de krant verlaten. In januari 2009 ging hij aan de slag als chef nieuws bij Het Nieuwsblad, een functie die hij uitoefende tot augustus 2010. Daarnaast was hij van oktober 2009 tot september 2012 lector media aan de Erasmushogeschool (EhB) te Brussel. In januari 2012 keerde hij terug naar Het Laatste Nieuws, waar hij aangesteld werd als chef sport. In oktober 2016 werd hij opnieuw hoofdredacteur van deze krant, ditmaal in tandem met Dimitri Antonissen. Hij bleef hoofdredacteur tot in 2019. Sinds 2021 werkt Depoorter terug als Lector aan de Erasmushogeschool Brussel in de opleiding Journalistiek. 